# Бусаргин, Николай Матвеевич
Николай Матвеевич Бусарги́н (1919—1990) — командир 5-й стрелковой роты 932-го стрелкового полка (252-я стрелковая дивизия, 46-я армия, 2-й Украинский фронт), лейтенант.

## Биография
Родился 11 ноября 1919 года в деревне Покровка (сейчас — Давлекановского района Башкирии) в семье крестьянина. Русский.
Образование неполное среднее. До призыва в армию работал помощником бригадира тракторной бригадира в Асылыкульской МТС Давлекановского района.
В Красную Армию был призван в 1939 года Давлекановским райвоенкоматом. На фронте Великой Отечественной войны с июля 1941 года. В 1942 году окончил курсы младших лейтенантов, в 1944 году — курсы «Выстрел». Член ВКП(б)/КПСС с 1945 года.
Лейтенант Н. М. Бусаргин особо отличился в боях за освобождение Чехословакии. 23 марта 1945 года Бусаргин со своей ротой в бою у города Комарно первым вышел к реке Дунай, отрезав гитлеровцам пути отхода. В ночь с 29 на 30 марта 1945 года он со своей ротой под сильным минометным и пулеметным огнём противника первым форсировал реку Дунай, захватил плацдарм и закрепился на нём. Все попытки гитлеровцев сбросить роту в реку окончились неудачей. Все атаки вражеской пехоты при поддержке танков, самоходных орудий и бронетранспортеров были отбиты с большими для врага потерями. Н. М. Бусаргин, постоянно находясь в боевых порядках, личным примером воодушевлял бойцов. Предпринятой контратакой рота выбила гитлеровцев из их траншей и, продвигаясь вперёд на плечах отступающего противника, ворвалась в город Комарно, открыв путь частям дивизии.
После войны Бусаргин продолжал службу в Советской Армии. В 1950 году окончил окружные КУОС, в 1958 — курсы «Выстрел». С 1959 года майор Н. М. Бусаргин — в запасе.
Жил и работал в городе Нальчик (Кабардино-Балкария). Умер 26 июля 1990 года.

## Награды
- Звание Героя Советского Союза с вручением ордена Ленина и медали «Золотая Звезда» (№ 6305) Николаю Матвеевичу Бусаргину присвоено 15 мая 1946 года.[1]
- Орден Ленина
- Орден Отечественной войны 1-й степени (06.04.1985)[2]
- 3 ордена Красной Звезды (06.07.1943)[3]; (29.01.1945)[4]
- Медали